# Claude-Jean Rigoley
Pour les articles homonymes, voir Rigoley.
Claude-Jean Rigoley, chevalier, baron d’Ogny, seigneur du comté de Millemont, Antouillet, Bazoches et Andelu et autres lieux, né le 12 octobre 1725 à Dijon, mort le 9 aout 1798 à Millemont, est un haut fonctionnaire français, qui fut l'intendant général des Postes de 1770 à 1791.

## Biographie
Rigoley entra comme conseiller au parlement de Bourgogne le 21 juillet 1745. Son office fut supprimé en 1765. Il devient intendant général des courriers, postes, relais et messageries de France le 20 janvier 1770, charge qui l'oblige à cogérer la ferme générale des postes et qu'il exercera seul à partir de 1776, sans ministre de tutelle, puis conjointement avec son fils, Claude-François-Marie Rigoley. Il fut fait, le 25 décembre 1771, grand-croix, prévôt de l’ordre royal et militaire de Saint-Louis. On réunit à son administration, par lettres patentes d'août 1779, le privilège du livre des postes, pour en affecter les revenus à la retraite des postillons. 
En 1787, on ajouta à sa charge celle, honorifique, de Directeur général des Postes du royaume, dont le duc de Polignac s’était démis, à la prière de la Reine, et qui valait plus de 50 000 livres de revenu. Lorsque Roland occupa le ministère de l’Intérieur à partir de mars 1792, il retira au baron d’Ogny le service des Postes, dans lequel d’importantes réformes furent alors introduites.

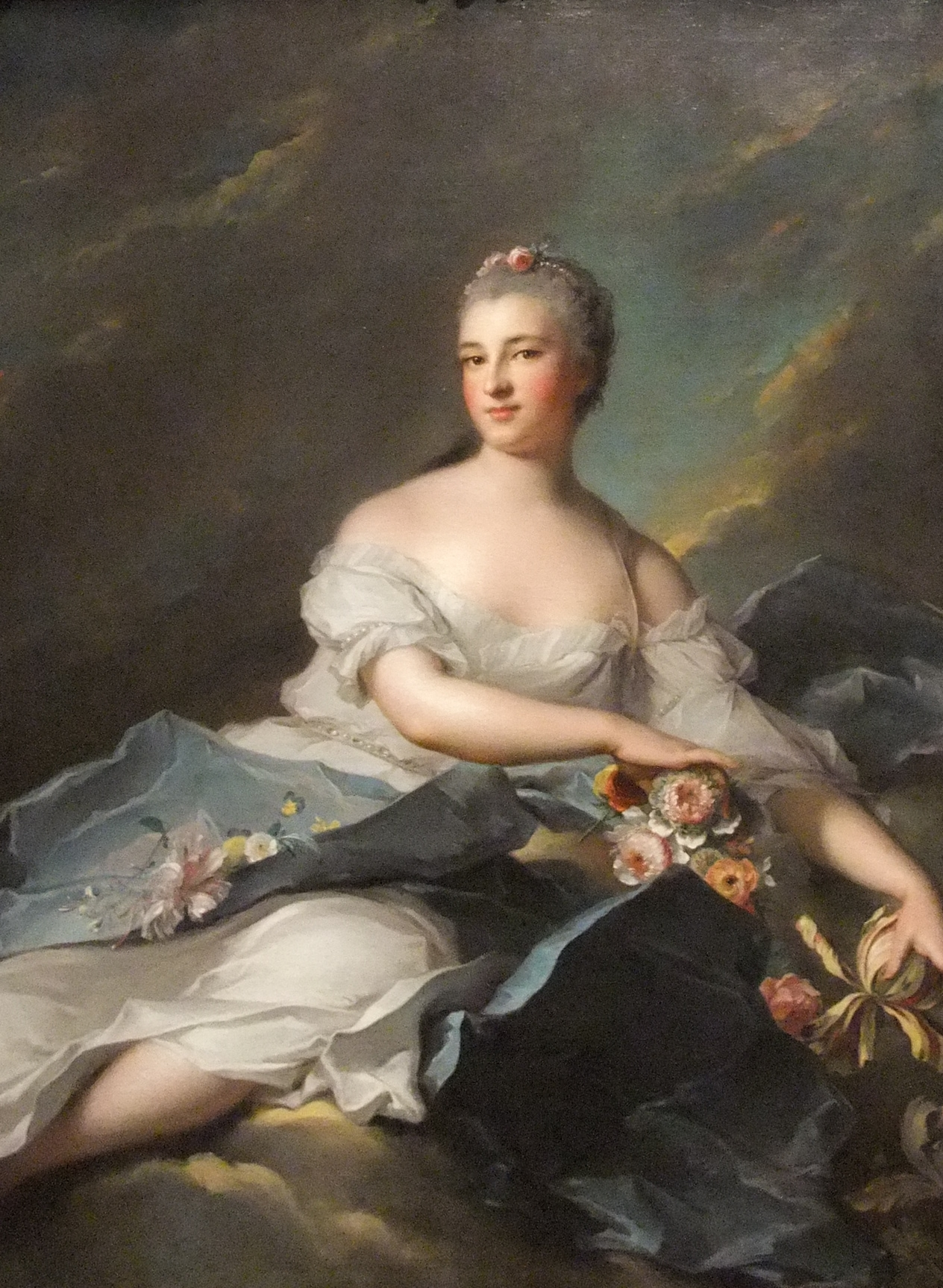
Portrait d'Elisabeth Rigoley d'Ogny
en Aurore
1752 par Jean-Marc Nattier
Baltimore Museum of Art

D’Élisabeth d’Alencé, épousée le 24 avril 1748, il eut Claude-François-Marie, Claude-Élisabeth, Marie-Denise-Élisabeth.

## Publications
- Réponse aux Observations de M. Necker et de M. de Montmorin, relativement au Livre rouge ; suivie des États de comptant de l'année 1783, et de la Correspondance [num. 3-17] entre le Comité des pensions et les ministres et ordonnateurs, Paris, Imprimerie nationale, 1790.

## Sources
- Correspondance inédite de Buffon : à laquelle ont été réunies les lettres publiées jusqu'à ce jour, recueillie et annotée, vol. 1, éd. Henri Nadault de Buffon, paris, L. Hachette et cie, 1860, p. 397-8.